# Kroatisch curlingteam (gemengd)
Het Kroatische curlingteam vertegenwoordigt Kroatië in internationale curlingwedstrijden.

## Geschiedenis
De openingseditie van een internationaal toernooi voor gemengde landenteams was het Europees kampioenschap in het Andorrese Canillo. Kroatië nam deel in 2005, 2007 en 2012. Het wist nog nooit een wedstrijd te winnen.
Na de tiende editie van het EK werd beslist het toernooi te laten uitdoven en te vervangen door een nieuw gecreëerd wereldkampioenschap voor gemengde landenteams. De eerste editie vond in 2015 plaats in het Zwitserse Bern, Kroatië nam daar niet aan deel. In 2016 won het curlingteam van Kroatie wel 2 wedstrijden. Ze eindigden ook daarna steeds in de achterste regionen.

## Kroatië op het wereldkampioenschap
| Jaar | Plaats        | Skip               | WG            | W             | V             | PV            | PT            |
| ---- | ------------- | ------------------ | ------------- | ------------- | ------------- | ------------- | ------------- |
| 2015 | Geen deelname | Geen deelname      | Geen deelname | Geen deelname | Geen deelname | Geen deelname | Geen deelname |
| 2016 | 28            | Mislav Martinic    | 7             | 2             | 5             | 31            | 47            |
| 2017 | 29            | Alen Čadež         | 6             | 1             | 5             | 25            | 39            |
| 2018 | 33            | Iva Penava         | 8             | 0             | 8             | 22            | 72            |
| 2019 | 33            | Alberto Skendroviċ | 7             | 1             | 6             | 24            | 73            |
| 2022 | 32            | Alberto Skendroviċ | 7             | 1             | 6             | 19            | 70            |
| 2023 | Geen deelname | Geen deelname      | Geen deelname | Geen deelname | Geen deelname | Geen deelname | Geen deelname |
| 2024 | Geen deelname | Geen deelname      | Geen deelname | Geen deelname | Geen deelname | Geen deelname | Geen deelname |

## Kroatië op het Europees kampioenschap
| Jaar | Plaats        | Skip          | WG            | W             | V             | PV            | PT            |
| ---- | ------------- | ------------- | ------------- | ------------- | ------------- | ------------- | ------------- |
| 2005 | 22            | Alen Čadež    | 5             | 0             | 5             | 16            | 63            |
| 2006 | Geen deelname | Geen deelname | Geen deelname | Geen deelname | Geen deelname | Geen deelname | Geen deelname |
| 2007 | 24            | Alen Čadež    | 5             | 0             | 5             | 19            | 42            |
| 2008 | Geen deelname | Geen deelname | Geen deelname | Geen deelname | Geen deelname | Geen deelname | Geen deelname |
| 2009 | Geen deelname | Geen deelname | Geen deelname | Geen deelname | Geen deelname | Geen deelname | Geen deelname |
| 2010 | Geen deelname | Geen deelname | Geen deelname | Geen deelname | Geen deelname | Geen deelname | Geen deelname |
| 2011 | Geen deelname | Geen deelname | Geen deelname | Geen deelname | Geen deelname | Geen deelname | Geen deelname |
| 2012 | 23            | Neven Pufnik  | 7             | 0             | 7             | 13            | 85            |
| 2013 | Geen deelname | Geen deelname | Geen deelname | Geen deelname | Geen deelname | Geen deelname | Geen deelname |
| 2014 | Geen deelname | Geen deelname | Geen deelname | Geen deelname | Geen deelname | Geen deelname | Geen deelname |